# خلی (داغستان)
خلی (به لاتین: Kheli) یک منطقهٔ مسکونی در روسیه است که در داغستان واقع شده‌است.